# Campeonato Catarinense de Futebol 7
O Campeonato Catarinense de Futebol 7 é realizado anualmente pela Federação de Futebol Sete Society do Estado de Santa Catarina (Fut7-SC).  
A primeira edição aconteceu no ano de 2009, na cidade de São José, e contou com equipes de Florianópolis, São José, Joinville, Maravilha, São Miguel do Oeste, Chapecó e Balneário Camboriú.  O campeonato foi conquistado pela equipe do Bugre do Oeste, de São Miguel do Oeste, que na final venceu a equipe do Falcão 12, de São José.
Nos anos de 2010 e 2011, o título ficou para a cidade de Maravilha. A equipe do Kitmar conquistou o bicampeonato com duas grandes campanhas. Chegaram a ser apelidados pelos demais participantes como "Kitmáquina".
O campeão catarinense garante vaga na Copa do Brasil do ano seguinte. 
A equipe do Quadrilheiros, de São José, conquistou o tricampeonato (2012/13/14).
O mais vezes campeão, com quatro títulos, é a equipe de Florianópolis do BMH. Conquistou o título duas vezes representando o clube Metropolitano (Blumenau) e outras duas vezes representando o clube Chapecoense (Chapecó).
O atual campeão é o BMH/Chapecoense, de Florianópolis.

## Campeões
| Ano  | Cidade-sede        | Campeão                                                              | Vice Campeão                                                                             | Placar |
| ---- | ------------------ | -------------------------------------------------------------------- | ---------------------------------------------------------------------------------------- | ------ |
| 2009 | São José           | Bugre do Oeste (São Miguel do Oeste)                                 | Falcão 12 (São José)                                                                     | 3x3    |
| 2010 | São José           | Kitmar (Maravilha)                                                   | Supersul (São José)                                                                      | 5x4    |
| 2011 | São José           | Kitmar (Maravilha)                                                   | Olympikus (Chapecó)                                                                      | 6x2    |
| 2012 | Florianópolis      | Quadrilheiros (São José)                                             | AABB (Florianópolis)                                                                     | 4x4    |
| 2013 | São José           | Quadrilheiros (São José)                                             | Buxa FA (Florianópolis)                                                                  | 3x2    |
| 2014 | Garopaba           | Quadrilheiros (São José)                                             | Metropolitano/BMH (Blumenau)                                                             | 3x2    |
| 2015 | Joinville          | BMH/Metropolitano (Florianópolis)                                    | Karville (Joinville)                                                                     | 4x3    |
| 2016 | Joinville          | Avai/Buxa (Florianópolis)                                            | Joinville/Bola na Rede (Joinville)                                                       | 1x0    |
| 2017 | Florianópolis      | BMH/Metropolitano (Florianópolis)                                    | Real Universitário (Itajaí)                                                              | 3x2    |
| 2018 | Balneário Camburiú | BMH/Chapecoense (Florianópolis)                                      | Jaraguá FC (Jaraguá do Sul)                                                              | 6x0    |
| 2019 | Balneário Camburiú | BMH/Chapecoense (Florianópolis)                                      | Banguzinho (Criciúma)                                                                    | 5x0    |
| 2020 | Florianópolis      | Metropolitano/Sub10 (Florianópolis) @ Futebol 7 Brasil               | Cavoka Fut7 (Florianópolis)                                                              |        |
| 2021 | Florianópolis      | Okkah (BC) na FF7SC; e Avai/Buxa (Florianópolis) na Futebol 7 Brasil | Amigos do Mala (Florianópolis) na FF7SC; e Raça Fut7 (Florianópolis) na Futebol 7 Brasil |        |
| 2022 |                    |                                                                      |                                                                                          |        |